# Promynoglenes
Promynoglenes là một chi nhện trong họ Linyphiidae.